# Rudolf Koch (Pressezeichner)
Rudolf Koch (* 19. Oktober 1856 in Pößneck; † 27. Oktober 1921 in Frankfurt am Main) war ein deutscher Pressezeichner, Maler und Graphiker.

## Werk
Für die Frankfurter Kleine Presse – Stadtanzeiger und Fremdenblatt verfasste der Grafiker und Maler in den frühen 1890er Jahren Streifzüge durch deutsche Gauen in Bild und Wort. Er dokumentierte bevorzugt regionale ländliche Trachten – etwa aus der Region um Biedenkopf. Ein weiterer Schwerpunkt seiner Arbeit waren Tierzeichnungen, die er unter anderem für Brehms Tierleben anfertigte.